# Cirolana cooma
Cirolana cooma är en kräftdjursart som beskrevs av Bruce 1986. Cirolana cooma ingår i släktet Cirolana och familjen Cirolanidae. Inga underarter finns listade i Catalogue of Life.